# Pariser Club
Der Pariser Club (frz. Club de Paris, eng. Paris Club) ist ein informelles Gremium, in dem staatliche Gläubiger mit einem in Zahlungsschwierigkeiten geratenen Schuldnerland zwecks Umschuldungsverhandlungen oder Schuldenerlass zusammentreffen. Der Club vermittelt zwischen Geberländern und den Ländern, die Probleme mit der Rückzahlung von öffentlichen Krediten oder Entwicklungshilfedarlehen haben oder die aufgrund von Zahlungsverzügen bei Projekten mit Exportkreditversicherungen zu Schuldnern des jeweiligen Staates wurden.

## Allgemeines und Voraussetzungen für ein Tätigwerden
Bei der Konferenz von Regierungsvertretern handelt es sich weder um eine Internationale Organisation im völkerrechtlichen Sinne noch um eine internationale Nichtregierungsorganisation, denn es fehlt sowohl an einer entsprechenden Gründungsvereinbarung als auch an einer hinreichenden Kontinuität. Er ist zudem keine ständige Institution, auch wenn (allein aufgrund langjähriger Übung) ein fester Tagungsort mit einem ständigen Sekretariat besteht. Er tritt in Umschuldungsverhandlungen nur unter der Voraussetzung ein, dass ein positives Votum des IWF vorliegt und zwischen IWF und Schuldnerstaat eine Verständigung über ein Kreditprogramm erzielt ist.
Voraussetzung für Umschuldungsverhandlungen im Pariser Club ist ein unmittelbar drohender oder bereits eingetretener Verzug des Schuldnerstaats bei der Bedienung von Auslandsverbindlichkeiten („imminent-default-Kriterium“). Die Hilfe wird von einer Prognose des Internationalen Währungsfonds über die Entwicklung der Zahlungsbilanz für das Folgejahr abhängig gemacht. Diese Konditionalität setzt u. a. in der Regel voraus, dass der Schuldnerstaat in ein laufendes IWF-Programm eingebunden ist, das von einer Kreditfazilität (Stand-by-Kredite usw.) unterstützt wird. Dies wird wiederum von Auflagen abhängig gemacht. Der Grad der Umschuldung bestimmt sich dann nach der vom IWF nachgewiesenen Finanzierungslücke. Es gibt eine Kausalitätskette, die beim IWF beginnt. Der IWF muss finanzielle Hilfen an einen Schuldnerstaat positiv votiert haben, bevor der Pariser Club tätig wird. Tritt dieser in Umschuldungsverhandlungen mit dem Schuldnerstaat ein, so kann bei Bedarf auch der Londoner Club tätig werden. Im Rahmen des Pariser Clubs werden regelmäßig nur die innerhalb eines relativ kurzen Konsolidierungszeitraumes fälligen Zins- und Tilgungsleistungen umgeschuldet. Die Verhandlungsergebnisse des Pariser Clubs werden in einem Protokoll festgehalten, das in bilateralen Umschuldungsabkommen umgesetzt werden muss. Erst diese Abkommen sind völkerrechtlich verbindlich. Das Forum folgt bei der Restrukturierung bestimmten Standards, die anhand vergangener Fälle entwickelt wurden und „Classic terms“, „Houston terms“, „Naples terms“ und „Cologne terms“ genannt werden. Hiermit kann ein Schuldenerlass verbunden sein. Ein Abkommen eines Schuldnerstaates mit dem Pariser Club ist nur möglich, wenn es bereits ein Abkommen mit dem IWF gibt. Diese Konditionalität führt bei einem Scheitern der IWF-Verhandlungen zu einem IWF-Kreditstop und bringt zudem keine Schuldenerleichterungen durch den Pariser Club.

## Geschichte und Organisation
1956 wurde in Paris auf Bitte Argentiniens erstmals ein Treffen einberufen. Der damalige französische Finanzminister Pierre Pflimlin lud seinen argentinischen Amtskollegen zu einem Gespräch nach Paris ein, bei dem Argentinien seine Schuldenlage mit allen Gläubigerstaaten gleichzeitig besprechen wollte. Diese Praxis stieß bei den Beteiligten auf große Zustimmung, und die Vorgehensweise wurde auf weitere Länder ausgedehnt.
Seither hat der Klub samt einer kleinen Organisation seinen „Sitz“ im Schatzamt des französischen Finanzministeriums. Traditionell fungiert der Direktor des Schatzamts in Personalunion als Klubpräsident. Zudem verfügt der Pariser Club über ein ständiges Sekretariat, an das Anfragen gestellt werden können. Dies beruht allein auf der seit 1956 entstandenen Tradition und ständigen Übung. Der Klub verfügt über keinerlei schriftliche rechtliche Grundlagen – weder einen Regierungsvertrag noch eine organisatorische Verfassung. 
Die Gläubigerstaaten treffen sich zehn- bis elfmal im Jahr, um die Schuldensituation verschiedener Länder zu besprechen und Verhandlungen mit diesen zu führen. Im Laufe der Jahre haben sich relativ strikte Regeln für diese Verhandlungen und die verschiedenen Modelle der Umschuldung bzw. des Schuldenerlasses entwickelt, die aber ebenfalls nicht verbindlich festgelegt und lediglich in für Außenstehende kaum zugänglicher Sekundärliteratur nachlesbar sind. Das Ergebnis dieser Gespräche wird in einem Protokoll festgehalten, das formal wiederum nur eine Empfehlung darstellt, faktisch aber befolgt wird. Auf der Basis dieses Protokolls werden verbindliche völkerrechtliche Vereinbarungen zwischen dem jeweiligen Gläubigerstaat und dem Schuldnerstaat geschlossen, in denen die Umschuldung bzw. der Schuldenerlass hinsichtlich der jeweiligen Forderung und Details wie die in Zukunft zu zahlenden Zinsen festgelegt werden. Die Forderungen privater Banken (einschließlich der durch die Banken geltend gemachten Forderungen privater Unternehmen) gegen den Schuldnerstaat werden separat im Londoner Club behandelt.

## Statistiken
Seit seiner Gründung hat er 421 Abkommen mit 88 Schuldnerstaaten im Volumen von 553 Mrd. US-Dollar vermitteln können (Oktober 2011). Der letzte spektakuläre Beschluss brachte eine weitgehende Entschuldung des Iraks bis 2008. Im Februar 2006 kündigten die USA für Afghanistan einen kompletten Schuldenerlass in Höhe von 108 Millionen US-Dollar an. Nigeria hat als erstes afrikanisches Land seine Schulden beim Pariser Club getilgt. 4,5 Milliarden US-Dollar wurden am 21. April 2006 überwiesen. Russland hatte im Juli und August 2005 aufgrund der guten Ölgeschäfte damit begonnen, seine Schulden bei den vereinbarten Geberländern vorzeitig zurückzuzahlen, wobei die Rückzahlung in Raten erfolgte. Am 21. August 2006 beglich Russland seine Restschuld beim Pariser Club. Kamerun ist am 18. Juni 2006 seine Schuld in Höhe von 3,5 Milliarden bis auf einen Rest von 27 Millionen US-Dollar erlassen worden.

## Mitglieder, Beobachter und Schuldner
| Permanente Kreditgeber                                                                   | Permanente Kreditgeber                            | Permanente Kreditgeber              | Permanente Kreditgeber |
| ---------------------------------------------------------------------------------------- | ------------------------------------------------- | ----------------------------------- | ---------------------- |
|                                                                                          | Australien                                        | Niederlande                         | Permanente Mitglieder  |
| Belgien                                                                                  | Norwegen                                          |                                     | Permanente Mitglieder  |
| Brasilien                                                                                | Österreich                                        |                                     | Permanente Mitglieder  |
| Dänemark                                                                                 | Russland                                          |                                     | Permanente Mitglieder  |
| Deutschland                                                                              | Südkorea                                          |                                     | Permanente Mitglieder  |
| Finnland                                                                                 | Schweden                                          |                                     | Permanente Mitglieder  |
| Frankreich                                                                               | Schweiz                                           |                                     | Permanente Mitglieder  |
| Irland                                                                                   | Spanien                                           |                                     | Permanente Mitglieder  |
| Israel                                                                                   | Vereinigtes Königreich                            |                                     | Permanente Mitglieder  |
| Italien                                                                                  | Vereinigte Staaten                                |                                     | Permanente Mitglieder  |
| Japan                                                                                    |                                                   |                                     | Permanente Mitglieder  |
| Kanada                                                                                   |                                                   |                                     |                        |
| Kreditgeber in Einzelfällen                                                              |                                                   |                                     |                        |
|                                                                                          | Abu Dhabi                                         | Neuseeland                          | Sporadische Mitglieder |
| Argentinien                                                                              | Portugal                                          |                                     | Sporadische Mitglieder |
| Südafrika                                                                                | Trinidad und Tobago                               |                                     | Sporadische Mitglieder |
| Kuwait                                                                                   | Türkei                                            |                                     | Sporadische Mitglieder |
| Marokko                                                                                  |                                                   |                                     | Sporadische Mitglieder |
| Mexiko                                                                                   |                                                   |                                     | Sporadische Mitglieder |
| Institutionelle Beobachter                                                               |                                                   |                                     |                        |
|                                                                                          | Weltbank                                          | Internationaler Währungsfonds       | OECD                   |
| Europäische Union                                                                        | Afrikanische Entwicklungsbank                     | Asiatische Entwicklungsbank         |                        |
| UNCTAD                                                                                   | Europäische Bank für Wiederaufbau und Entwicklung | Interamerikanische Entwicklungsbank |                        |
| Schuldnerländer, die Vereinbarungen mit Kreditgebern des Pariser Clubs geschlossen haben |                                                   |                                     |                        |
|                                                                                          | Afghanistan                                       | Guinea-Bissau                       | Nigeria                |
| Ägypten                                                                                  | Guyana                                            | Pakistan                            |                        |
| Albanien                                                                                 | Haiti                                             | Panama                              |                        |
| Algerien                                                                                 | Honduras                                          | Peru                                |                        |
| Angola                                                                                   | Indonesien                                        | Philippinen                         |                        |
| Äquatorialguinea                                                                         | Irak                                              | Polen                               |                        |
| Argentinien                                                                              | Jamaika                                           | Ruanda                              |                        |
| Äthiopien                                                                                | Jemen                                             | Rumänien                            |                        |
| Benin                                                                                    | Jordanien                                         | Russland                            |                        |
| Bolivien                                                                                 | Kambodscha                                        | Sambia                              |                        |
| Bosnien und Herzegowina                                                                  | Kamerun                                           | São Tomé und Príncipe               |                        |
| Brasilien                                                                                | Kenia                                             | Senegal                             |                        |
| Bulgarien                                                                                | Kirgisistan                                       | Serbien                             |                        |
| Burkina Faso                                                                             | Demokratische Republik Kongo                      | Sierra Leone                        |                        |
| Burundi                                                                                  | Republik Kongo                                    | Slowenien                           |                        |
| Chile                                                                                    | Kroatien                                          | Somalia                             |                        |
| Costa Rica                                                                               | Liberia                                           | Sri Lanka                           |                        |
| Dominikanische Republik                                                                  | Madagaskar                                        | Sudan                               |                        |
| Dschibuti                                                                                | Malawi                                            | Tansania                            |                        |
| Ecuador                                                                                  | Mali                                              | Togo                                |                        |
| El Salvador                                                                              | Marokko                                           | Trinidad und Tobago                 |                        |
| Elfenbeinküste                                                                           | Mauretanien                                       | Tschad                              |                        |
| Gabun                                                                                    | Nordmazedonien                                    | Türkei                              |                        |
| Gambia                                                                                   | Mexiko                                            | Uganda                              |                        |
| Georgien                                                                                 | Moldau                                            | Ukraine                             |                        |
| Ghana                                                                                    | Montenegro                                        | Vietnam                             |                        |
| Grenada                                                                                  | Mosambik                                          | Zentralafrikanische Republik        |                        |
| Guatemala                                                                                | Nicaragua                                         | Stand: Januar 2009                  |                        |
| Guinea                                                                                   | Niger                                             | Stand: Januar 2009                  |                        |